# 황재규
황재규(黃裁規, 1986년 4월 16일 ~ )는 KBO 리그 전 한화 이글스의 투수이다.

## 아마추어 시절
서울청원고등학교를 졸업하고 성균관대학교에 입학했다. 입학 동기인 허유강 선수와 함께 팀의 주축 선발 투수로 활약하였다. 제 4회 세계 대학야구 선수권 대회에 국가 대표팀으로 참가하여, 일본전에서 좋은 투구를 보여 주었다. 제 1회 KBO 총재기 대학 야구 결승전에서 선발 투수였던 정태승에 이어 팀의 2번째 투수로 등판하여 8.1 이닝 3안타 6탈삼진 1실점의 호투로 성균관대학교의 우승에 기여하였고, 대회 최우수 선수에 올랐다.

## 한화 이글스시절
2009년 한화 이글스의 2차 5순위 지명을 받아 입단하였다. 2009년 4월 17일 대전 SK전에서 프로 첫 출장을 갖는다. 2009년 5월 8일 잠실 두산전에서 프로 통산 첫 선발 투수로 나와 3.2이닝 동안 6피안타 4실점을 허용하면서 통산 첫 패전을 기록하였다. 1군 9경기에 그친 2010년 시즌 종료 후 공익근무요원으로 입대하였고, 소집 해제 후 2013년에 복귀하여 2013년 5월 7일 마산 NC전에서 데뷔 첫 승을 거두었다. 2015년 4월 개인적인 사유로 임의탈퇴되었고, 사용하던 등번호는 넥센 히어로즈에서 이적해 온 허도환이 달았다.
2016년 8월 6일 외야수 황선일이 웨이버 공시 되면서 정식 선수로 등록되고 그와 동시에 1군 엔트리에 등록되었다.

## 수상내역
- 2008년 야구인의 밤 대학 우수선수상
- 2008년 제1회 KBO 총재기대회 MVP

## 통산기록
| 년도 | 팀    | 평균자책 | 경기수 | 승 | 패 | 세 | 홀드 | 완투 | 완봉 | 이닝 | 피안타 | 피홈런 | 4사구 | 탈삼진 | 실점 | 자책점 |
| ---- | ----- | -------- | ------ | -- | -- | -- | ---- | ---- | ---- | ---- | ------ | ------ | ----- | ------ | ---- | ------ |
| 2009 | 한화  | 4.63     | 49     | 0  | 3  | 0  | 2    | 0    | 0    | 72   | 70     | 7      | 47    | 49     | 38   | 37     |
| 통산 | 1시즌 | 4.63     | 49     | 0  | 3  | 0  | 2    | 0    | 0    | 72   | 70     | 7      | 47    | 49     | 38   | 37     |

## 참조
1. ↑  한국야구위원회, 2012 가이드북
2. ↑  세계 대학야구 선수권 대표팀 명단 발표 《일간스포츠》, 2008년 6월 12일 작성
3. ↑  세계 대학야구 결산 - 협회의 외면 속에서도 유망주는 큰다 《박동희칼럼》, 2008년 7월 29일 작성
4. ↑  성균관대, 연세대 꺾고 제 1회 KBO 총재기 우승 《조이뉴스》, 2008년 8월 8일 작성
5. ↑  대학야구 취재기, 아직 끝난 게 아니다 《박동희칼럼》, 2008년 8월 9일 작성
6. ↑  
한화 신인 황재규, '젊은 마운드의 중심이 되고 싶다' 《조이뉴스》, 2008년 12월 23일
7. ↑  '첫 선발' 황재규, 아쉬움 속 희망을 쏘다[깨진 링크(과거 내용 찾기)] 《Osen》, 2009년 5월 8일 작성
8. ↑  한화 황재규, 데뷔 첫 선발 '실책 2개에 울다' 《조이뉴스》, 2009년 5월 8일 작성
9. ↑  한화의 충격적인 트레이드 단행, 도대체 왜? 《스포츠서울》, 2015년 4월 9일 작성
10. ↑  
한화, 외야수 황선일 웨이버 공시 '황재규 등록' 《OSEN》 , 2016년 8월 6일 작성